# 광양시장
광양시장은 전라남도 광양시의 시장이다.

## 역대 광양군수
| 대수   | 이름   | 임기 | 비고              |
| ------ | ------ | ---- | ----------------- |
| 제1대  | 김석주 |      | 전라남도 광양군수 |
| 제2대  | 박란순 |      | 전라남도 광양군수 |
| 제3대  | 김영춘 |      | 전라남도 광양군수 |
| 제4대  | 곽봉주 |      | 전라남도 광양군수 |
| 제5대  | 강대혁 |      | 전라남도 광양군수 |
| 제6대  | 박준호 |      | 전라남도 광양군수 |
| 제7대  | 김민규 |      | 전라남도 광양군수 |
| 제8대  | 최갑조 |      | 전라남도 광양군수 |
| 제9대  | 정재수 |      | 전라남도 광양군수 |
| 제10대 | 임영순 |      | 전라남도 광양군수 |
| 제11대 | 박기옥 |      | 전라남도 광양군수 |
| 제12대 | 신화식 |      | 전라남도 광양군수 |
| 제13대 | 김수남 |      | 전라남도 광양군수 |
| 제14대 | 구순학 |      | 전라남도 광양군수 |
| 제15대 | 주봉래 |      | 전라남도 광양군수 |
| 제16대 | 김홍영 |      | 전라남도 광양군수 |
| 제17대 | 공화현 |      | 전라남도 광양군수 |
| 제18대 | 유계홍 |      | 전라남도 광양군수 |
| 제19대 | 남만우 |      | 전라남도 광양군수 |
| 제20대 | 김세장 |      | 전라남도 광양군수 |
| 제21대 | 한병용 |      | 전라남도 광양군수 |
| 제22대 | 김홍영 |      | 전라남도 광양군수 |
| 제23대 | 김남섭 |      | 전라남도 광양군수 |
| 제24대 | 오경석 |      | 전라남도 광양군수 |
| 제25대 | 범택균 |      | 전라남도 광양군수 |
| 제26대 | 김동환 |      | 전라남도 광양군수 |
| 제27대 | 박중래 |      | 전라남도 광양군수 |
| 제28대 | 안홍식 |      | 전라남도 광양군수 |
| 제29대 | 정병섭 |      | 전라남도 광양군수 |
| 제30대 | 정영식 |      | 전라남도 광양군수 |
| 제31대 | 봉석호 |      | 전라남도 광양군수 |
| 제32대 | 정원강 |      | 전라남도 광양군수 |
| 제33대 | 김주호 |      | 전라남도 광양군수 |
| 제34대 | 윤원보 |      | 전라남도 광양군수 |
| 제35대 | 이윤하 |      | 전라남도 광양군수 |
| 제36대 | 이강사 |      | 전라남도 광양군수 |
| 제37대 | 심재민 |      | 전라남도 광양군수 |
| 제38대 | 이병훈 |      | 전라남도 광양군수 |

## 역대 동광양시장
| 대수  | 이름   | 임기 | 비고                |
| ----- | ------ | ---- | ------------------- |
| 제1대 | 이현호 |      | 전라남도 동광양시장 |
| 제2대 | 박형인 |      | 전라남도 동광양시장 |
| 제3대 | 유상철 |      | 전라남도 동광양시장 |
| 제4대 | 이용호 |      | 전라남도 동광양시장 |
| 제5대 | 안홍식 |      | 전라남도 동광양시장 |
| 제6대 | 박웅   |      | 전라남도 동광양시장 |
| 제7대 | 윤원보 |      | 전라남도 동광양시장 |

## 역대 광양시장
| 대수  | 이름   | 임기                | 비고1                  | 비고2             |
| ----- | ------ | ------------------- | ---------------------- | ----------------- |
| 제1대 | 윤원보 | 1995.7.1~1998.6.30  | 동광양시 · 광양군 통합 | 전라남도 광양시장 |
| 제2대 | 김옥현 | 1995.7.1~1998.6.30  | 민선 1기               | 전라남도 광양시장 |
| 제3대 | 김옥현 | 1998.7.1~2002.6.30  | 민선 2기               | 전라남도 광양시장 |
| 제4대 | 이성웅 | 2002.6.30~2006.6.30 | 민선 3기               | 전라남도 광양시장 |
| 제5대 | 이성웅 | 2006.7.1~2010.6.30  | 민선 4기               | 전라남도 광양시장 |
| 제6대 | 이성웅 | 2010.7.1~2014.6.30  | 민선 5기               | 전라남도 광양시장 |
| 제7대 | 정현복 | 2014.7.1~2018.6.30  | 민선 6기               | 전라남도 광양시장 |
| 제8대 | 정현복 | 2018.7.1~2022.6.30  | 민선 7기               | 전라남도 광양시장 |
| 제9대 | 정인화 | 2022.7.1~           | 민선 8기               |                   |

※2022년 6월 제8회 전국동시지방선거 광양시장 선거에서 정인화(鄭仁和, 무소속) 후보가 당선되었다.

## 같이 보기
- 광양시장 선거